# Hydaticus interrogator
Hydaticus interrogator är en skalbaggsart som beskrevs av Mouchamps 1957. Hydaticus interrogator ingår i släktet Hydaticus och familjen dykare. Inga underarter finns listade i Catalogue of Life.